# Референдум у Македонії (2018)
Референдум 2018 року в Македонії відбувся 30 вересня. Питання пов'язано із закінченням суперечки щодо назви Македонії.

## Історія
Референдум пов'язаний із закінченням 27-річної суперечки щодо назви Македонії. Конфлікт блокував вступ Македонії в ЄС і НАТО. 12 червня 2018 року прем'єр-міністр Республіки Македонія Зоран Заєв і прем'єр-міністр Грецької республіки Алексіс Ципрас досягли угоди про те, що Республіку Македонія можна перейменувати у «Республіку Північна Македонія».

## Питання
Питання референдуму буде таким:
|  | Чи схвалюєте ви членство в Європейському Союзі та НАТО, прийнявши угоду між Республікою Македонія та Грецькою республікою? |

## Результати
Участь у референдумі взяли тільки 36,91 % зареєстрованих виборців.
|                                    | Голосів   | %     |
| ---------------------------------- | --------- | ----- |
| За                                 | 609 813   | 94,18 |
| Проти                              | 37 700    | 5,82  |
| Недійсних                          | 19 221    | —     |
| Усього                             | 666 734   | 100   |
| Зареєстрованих виборців / явка (%) | 1 806 336 | 36,91 |
| Джерело: referendum.sec.mk         |           |       |